# 弗里斯兰人

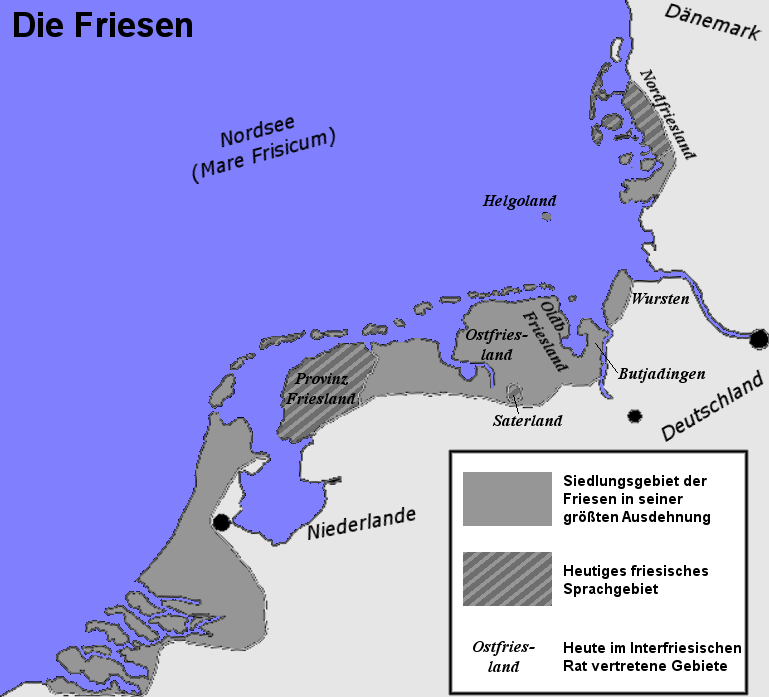
弗里斯蘭所在的地區

弗里斯蘭人（德語：Friesen；荷蘭語：Friezen；英语：Frisians），又称弗里西人、弗里西亚人，是生活在北海弗里西亞群島及荷蘭弗里斯蘭省的主要族群，除了前基督教的原始信仰，大多數弗里斯兰人信仰基督教。農牧業作為最基本的社會產業，酪農業的外銷收入為弗里斯兰人重要的經濟來源。主要使用的語言為印歐語系中的盎格魯-弗里斯語組的弗里斯蘭語，全球弗里斯兰人約有865,000人。

## 民族分佈、人口與語言

### 民族分佈

弗里斯兰人的居住分布

弗里斯兰人主要居住於荷蘭的弗里斯蘭省和北海海岸的弗里西亞群島，其中群島又分為西弗里西亞（屬荷蘭）、東弗里西亞（屬德國）及北弗里西亞（分屬德國、丹麥）。西弗里西亞是位於荷蘭北部沿岸的離岸群島，與東弗里西亞以多拉德灣（荷蘭語：Dollard；德語：Dollart）為界分屬東西，東弗里西亞鄰近德國的石勒苏益格-荷尔斯泰因州（Schleswig-Holstein）海岸；北弗里西亞則是丹麥南部日德蘭半島（Jutland Peninsula）海岸的一部分。除了荷蘭、德國、丹麥之外，也有少數的弗里斯兰人居住於比利時、盧森堡、加拿大及美國。

### 人口
根據2000年的統計，居住於歐洲的弗里斯兰人約有865,000人，美加地區大約35,000人。

### 語言
- 印歐語系
  - 日耳曼語族
    - 西日耳曼語支
      - 盎格魯-弗里斯語組
        - 西弗里斯語
        - 東弗里斯語
        - 北弗里斯語[2][3]

弗里斯語被認為是西日耳曼語族中最接近英文的語言，而弗里斯兰人的語言和民族分佈相同，分為西弗里斯語（Western Frisian；本地文：Frysk）、東弗里斯語（Saterfriesisch；本地文：Seeltersk）、北弗里斯語（Northern Frisian）。
語言使用方面，弗里西亞群島的居民超過七成仍會講述弗里斯語，且能使用荷蘭語溝通。根據2014年的統計，全球約有845,200人使用弗里斯語。書寫方面，則是以拉丁文字書寫。

## 地理環境

### 地形
弗里斯蘭省是荷蘭最北部的省份之一，其中州的北部、西部、西南部靠海。 整體面積為3357平方公里，大部分在海平面以下。除了長長的海岸線，弗里斯蘭還有三十個內陸湖泊。

### 氣候
位居北海以及本身的海島性質，弗里西亞群島屬於溫帶海洋性氣候，夏季宜人，冬季亦十分溫和，冬季氣溫稍冷，但不至於降至零度以下。年降雨量約為100mm。

## 歷史沿革

### 起源
約莫西元前800年，當時的日耳曼民族已分裂為西、東（哥德人及汪達爾人）、北（斯堪地那維亞）日耳曼三個部分，三者的差異可以追溯至語言和文化。
青銅器時代末期（約為西元前700年），西日耳曼人遷移到德國西北部沿海地區（今漢諾威省），藉由宗教的分界，西日耳曼又分成三個原始部落組織：Ingvaeonic、Istvaeonic、Irminonic，而弗里斯兰人是屬於Ingvaeonic的部族。Ingvaeonic的部落名取自德意志神祇中的豐饒之神，弗雷（Freyr），而弗里斯兰人也相信他們是弗雷的後裔。同樣隸屬於Ingvaeonic的部族還有朱特人、盎格爾人、撒克遜人，沿著北海沿岸生活，並集中在埃姆斯河和韋斯河河口。聚居於現今荷蘭弗里斯省和格羅寧根州的沿海黏土地。

### 羅馬帝國
西元前58年到前50年間，尤里烏斯·凱撒征服了位於加利西亞的凱爾特人，將羅馬帝國的邊界擴及萊茵河，當時的弗里斯兰人生活於萊茵河以北，生活範圍落在羅馬帝國之外。
- 巴都黑娜森林之役

在皇帝奧古斯都（西元前28年到西元14年間），羅馬人意圖讓易北河成為國界最北端，影響了弗里斯兰人的生活區域，當西元前12年羅馬軍到達萊茵河時，與弗里斯兰人談判停火，且弗里斯兰人需以牛皮作為稅款上繳羅馬帝國。
但到了皇帝提庇留時期，羅馬人開始霸佔弗里斯兰人民飼養的牲畜和土地，並將他們的婦女和小孩抓走以作為奴隸，加上稅收太高，弗里斯兰人為表達不滿，吊死了羅馬士兵和稅史。羅馬因而出兵征討弗里斯兰人，但當羅馬人追著撤退的弗里斯兰人進入巴都黑娜森林（Baduhenna Wood）後，遭到伏擊，最後戰敗。
弗里斯兰人擊敗羅馬人的巴都黑娜森林之役在相鄰的日耳曼部族間口耳相傳，弗里斯兰人成為日耳曼的民族英雄，更因此獲得了20年的自由。
- 巴達維亞起義

西元47年，弗里斯兰人曾和羅馬將軍科布洛（Gnaeus Domitius Corbulo）達成休戰協議，並以萊茵河做為雙方不可侵犯之邊界，但在西元54年，弗里斯兰人佔領了靠近羅馬邊界的萊茵河地區，準備建立房屋和播種農地，羅馬皇帝尼祿下令他們離開，弗里斯兰人拒絕，於是羅馬人將不願離開的弗里斯兰人全部殺死。
西元69年，同樣反對羅馬佔領的巴達維亞（位於荷蘭中部的日耳曼部落，弗里斯南方鄰國）起義叛變，弗里斯兰人則作為盟軍一同起義，最終遭到羅馬軍擊敗。部分的弗里斯兰人被俘虜到法蘭德斯及英國肯特郡充當農奴。

### 弗里斯王朝

大弗里西亞的疆界範圍。

約莫介於西元500年至西元719年。弗里斯王朝的版圖從比利時北部到德國沿海地區組成，進而控制了英國、法國、斯堪地那維亞和俄羅斯西北部的北海貿易路線，時稱「大弗里西亞」（Magna Frisia）。
最為後人所知的國王為雷德巴德（King Redbad），也是弗里斯在被法蘭克王國統治前的最後一任國王，曾經擊敗 查理·馬特（Charles Martel），保護弗里斯不受法蘭克王國侵犯。

### 弗里斯自由
弗里斯自由約莫從西元10世紀到西元1489年。隨著人口的大幅增長，農業發展成為弗里斯兰人越來越重要的生活方向，並且開始變得獨立。但獨立的過程中仍然受到荷蘭的阻撓，兩百年間弗里斯兰人和荷蘭貴族間發生了許多戰役，例如1277年的安妮之役及西元1345年的斯塔福倫之役。儘管弗里斯兰人在抗衡中曾成功過幾次，不過荷蘭基本上仍控制著大量的沙丘地區，弗里斯兰人只能被迫向北撤退到現在所謂的西弗里西亞。
西元1248年神聖羅馬帝國威廉二世承認了弗里斯兰人的「自由」地位，相較於當時其他的歐洲政權，弗里斯自由區最大的特色即是它並不存在封建制度。由於這些地區的民眾沒有中央權力促使他們團結，來自荷蘭的公爵或伯爵階級的人便經常試圖奪取弗里斯自由區，但長期而言，他們從來沒有完全成功統治過弗里斯兰人。

## 社會、家庭與婚姻

### 社會
弗里斯兰人因為靠海的地理環境，居民長期應對天災，衍生了強烈的地區意識。表現出了buorreplicht（鄰居的職責）的概念，在中世紀查理曼皇帝時期（西元768年-814年）的正式法律規定，在遇難的時候鄰居之間必須互相幫助，此種責任感作為一種傳統被存續下來。與鄰居的關係好壞比與親戚的關係更重要。
家庭中性別上的地位雖然沒有特別不平等的情形，但在可以自行決定往後的繼承人的情況中，還是多讓兒子繼承居多。

### 家庭
弗里斯兰社會的家庭形式十分多元，社會中的家庭組織以核心家庭（gezin）為主，其中單親家庭、單身家庭也不在少數。

### 婚姻
弗里斯兰人的婚禮傳統上是由牧師主持，然而，現代以非宗教的民間婚禮為主流。在以前，當男孩和女孩小學畢業後不久，父母就會為他們安排婚事；現代的平均婚姻年齡較高，部分原因是因為大部分的人希望能把高等教育的學業先完成。儘管教會不贊同，但弗里斯蘭地區的婚前性行為也十分普遍，近年也有越來越多的同居家庭，情侶間住在一起卻不受婚姻的約束。離婚在弗里斯蘭並不是禁忌，離婚率和歐洲其他地區相差不多。

## 產業與生活

### 產業

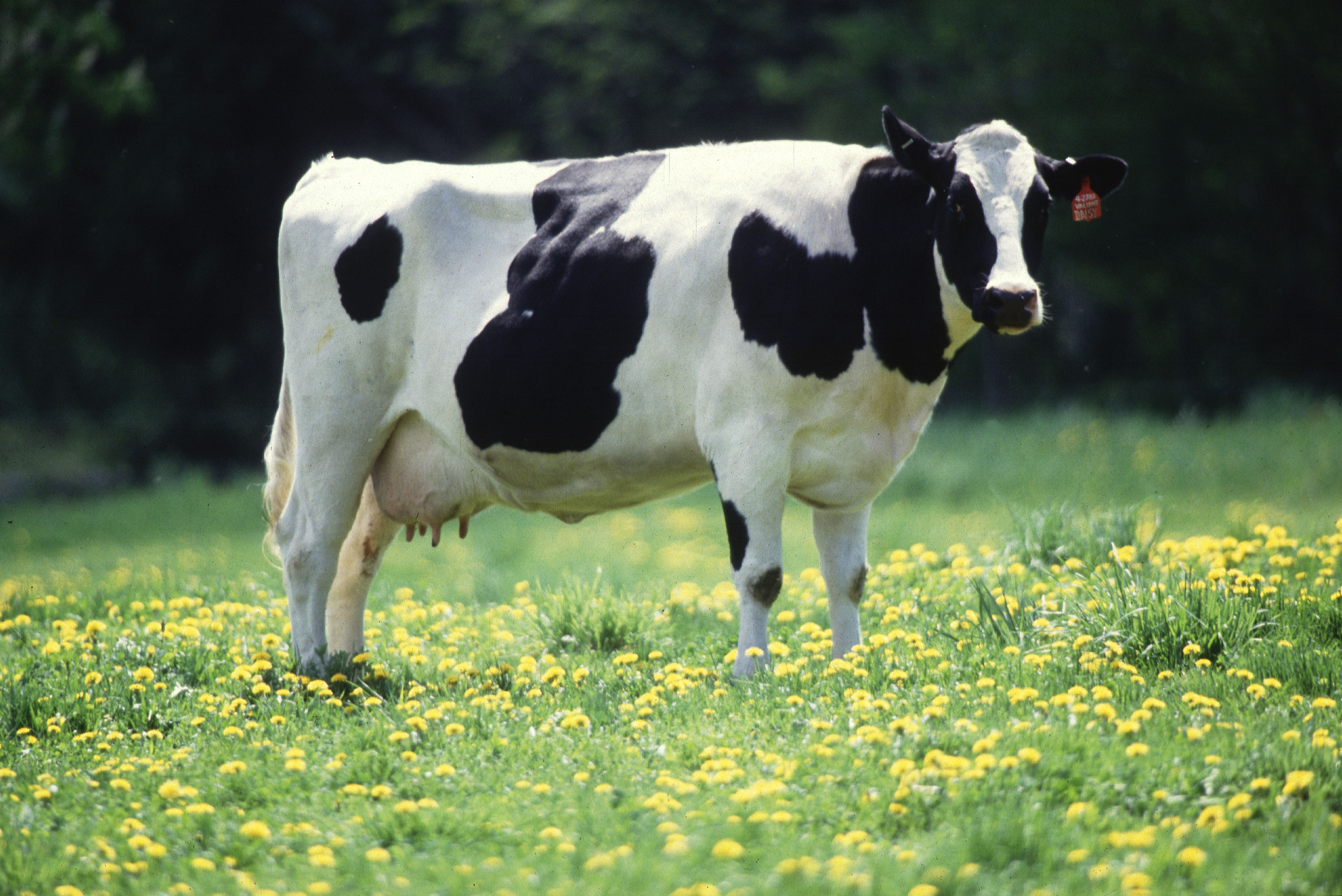
弗里斯乳牛。除了用於出售乳製品，也可用作牛肉銷出。

在弗里斯兰省，農業和牧業為其發展的重心，農業主要種植綠玉米和馬鈴薯，穀物的部分則是冬麥（wheat）和夏麥（barley）；畜牧業則主導著最多的經濟收入，在全境大約50萬頭牲畜中，奶牛占了19萬，意即酪農的外銷十分重要，除了弗里斯乳牛之外，綿羊、小牛和馬都是常見的牲畜。

### 生活
- 飲食

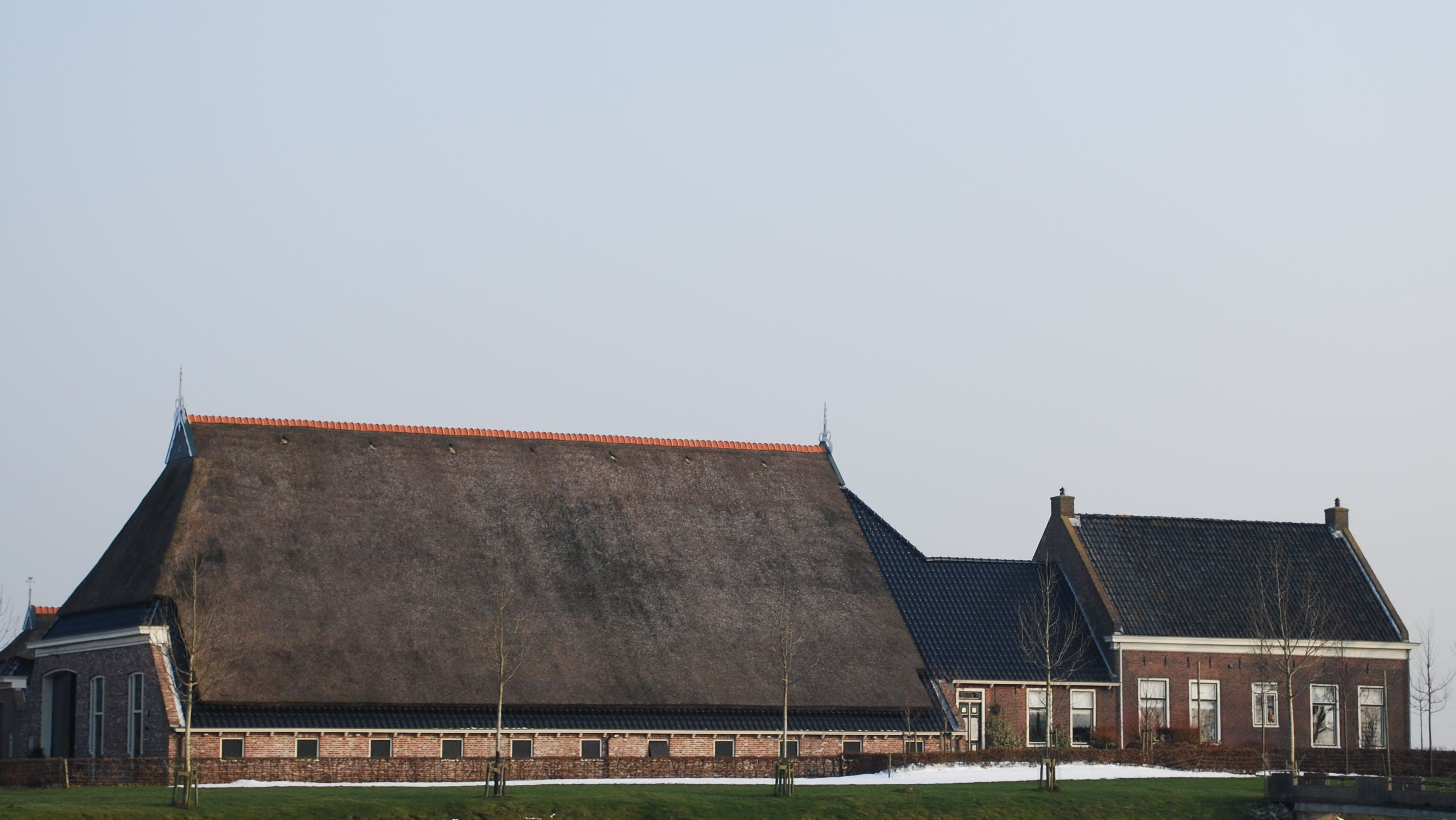
弗里斯蘭典型農舍。

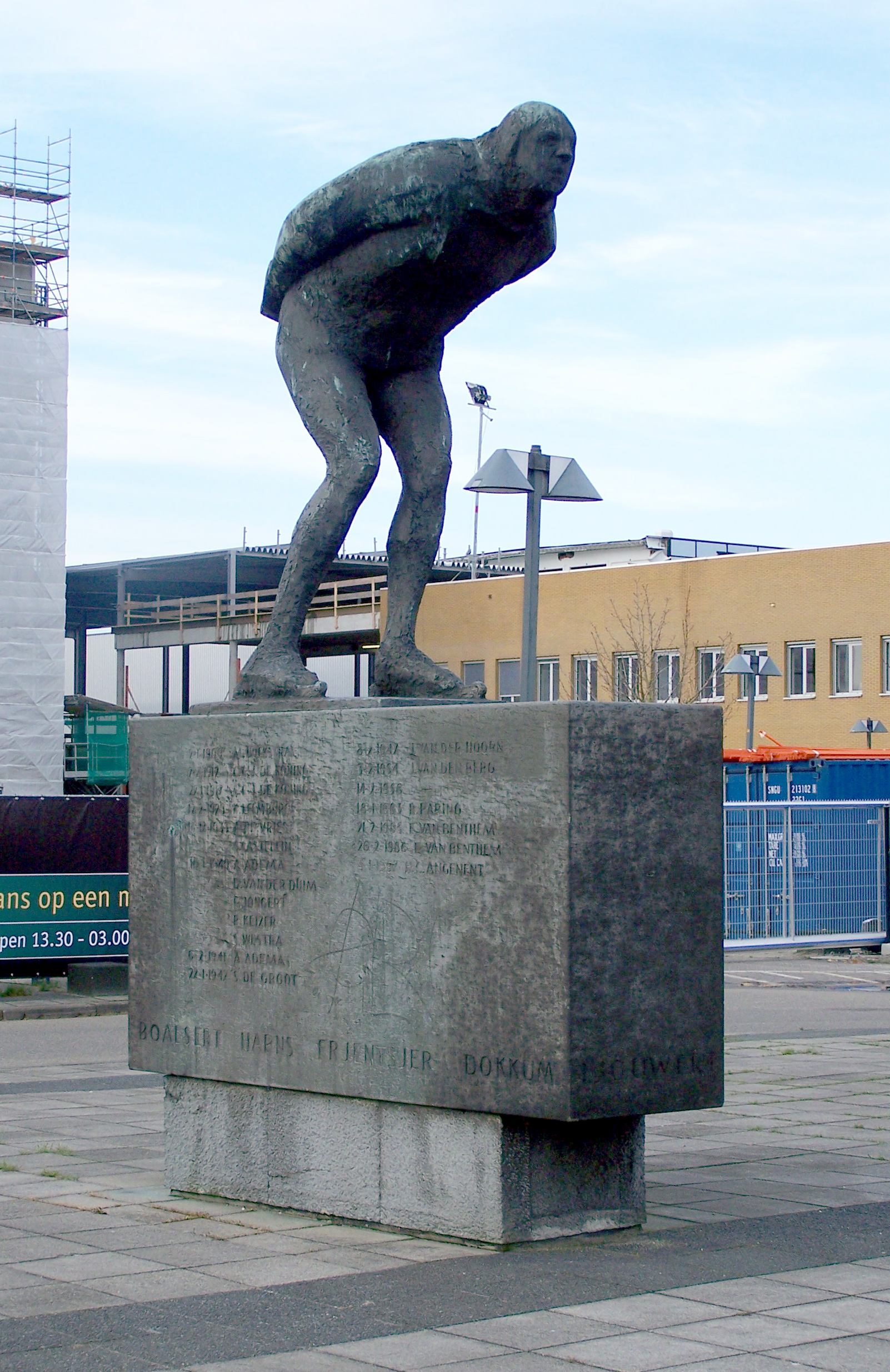
位於弗里斯蘭省會呂伐登的雕像。參與Alvestêdetoch的十一座城市及各屆的優勝者名字皆會記錄於此。

弗里斯兰人喜歡健康且準備起來簡單的食物，主食包括海鮮及乳製品，荷蘭著名的豪達乳酪（Gouda）和埃德姆起司（Edam）常常在餐桌上出現。甜食上也經常會有奶油佐味，較受歡迎的飲料則是茶、咖啡及啤酒。平日的早餐多以切片吐司（Fryske Sukerbole；英文： Frisian sugar loaf）搭配起司；午餐則是果醬麵包裹上奶油及冷肉，配上一杯酪乳；晚餐的部分肉菜量較均衡，濃湯是不可少的一員。薯條（patat frites）是當地非常受歡迎的小吃，會搭配蛋黃醬和番茄醬食用，華夫餅（stroopwafels）也是有名的點心。
- 衣飾

與荷蘭人一樣，弗里斯兰人在休閒和正式場合都穿著現代西式服裝，較特別的是他們喜歡穿木鞋，木鞋是由楊樹木材所製，一般還會用黑色皮革作為裝飾。
傳統的弗里斯蘭女性服飾，基本部分為一件長及臀部或大腿襯衫（jak）及一件紮在腰際的裙子（rok），襯衫袖子有多層次的設計，因此在剪裁上相當細膩，裙子內著燈籠褲以維持裙子微蓬的曲線，襯衫和裙子由許多顏色製成，布料的選擇也相去不遠。女孩長大後要剪短頭髮，戴上綴有白色亞麻孔眼的黑色帽子，並用「耳鐵」（Oorijzer）固定帽子，耳鐵是金或銀製品，上面的旋鈕除了能夠開關還兼具裝飾的功能，並有著V字型的開口。
- 居住

「長屋」（荷蘭語：kop-hals-rompboerderij）是一個典型的弗里斯蘭農舍。它分為頭-頸-體三個部分，頭為家屋、頸為廚房排列在一個大棚（身體）前面 ，家屋並不是長屋整體的中心。原始的弗里斯蘭房屋是由住家和一個緊鄰住家後面的牛棚組成，收成的作物會堆放在閣樓或牲畜棚附近的開放式倉庫中。西元16世紀初，因為需要更多的收穫空間，便在原始農舍的「頭、頸部」後面建造一個更大的棚子（體部）來解決倉儲空間不足的問題，進而成為現在所謂的長屋。
- 教育

與荷蘭其他地方一樣，弗里斯蘭的學生在十六歲前接受義務教育。弗里斯語只在公立學校教授，私立基督教學校則不教授。十二歲時，所有學生都要參加考試，獲得進入普通大學或職業學校的資格。十六歲時，他們參加各種科目的證照考試。弗里斯蘭省沒有大學，但是荷蘭有八所大學和五所工業學院提供高等教育。
- 娛樂

弗里斯兰人的休閒活動包括騎自行車、帆船和溜冰。弗里斯兰省是著名的滑冰比賽Alvestêdetoch（英文：Elfstedentocht）的所在地，比賽每五、六年舉行一次，在連接弗里斯蘭省十一個城鎮的結凍河道上，多達20,000人一起滑行了200公里的路程。在弗里斯蘭省流行的另一種傳統運動是fierljeppen，人需要在一根細桿子上維持平衡成功渡河。

## 信仰與習俗

### 宗教信仰
追溯到西元8世紀和9世紀，法蘭克人將基督教引進弗里斯蘭之前，一般弗里斯兰人信奉著前基督教信仰，稱為byleauwe。byleauwe，源於日耳曼民間傳統信仰，生活在農村和森林地區的人們尤其迷信。這些民間信仰在新的基督教信仰傳入後，與之交融成為一個涉及超自然的信仰，他們相信如魔鬼、幽靈、會綁架旅客的「白人女士」幽靈（也有一說為這個女性幽靈會幫助遇難的旅客）、精靈、巫師和巨魔等等。在過去，人們相信神話和預言都是常見的狀況。
目前弗里斯兰人多為新教徒：其中85％是加爾文主義，另有5％是門諾派。

### 重要節日
弗里斯兰人遵守荷蘭法定假日：元旦（1月1日）、女王生日（4月30日）、民族解放日（5月5日）及聖誕節（12月6日）。
他們還遵守基督徒曆法的其他假期，包括耶穌受難日、聖週六、復活節、和聖靈降臨節。復活節是一個特別重要的節日，慶祝方式與美國相似，會有復活節晚餐和尋找彩蛋的活動。
女王生日也是一個重要節日，當天街上會掛滿旗幟並舉行遊行。女孩在頭上繫上橙色絲帶，以表示對荷蘭皇室的崇敬和喜愛。
12月5日、6日是聖尼古拉斯節（Saint Nicholas' Day），相當於其他國家的聖誕節。這個節日的由來為聖尼古拉斯和他的助手黑彼得（Black Peter）從西班牙渡船至荷蘭分送糖果及禮物給小孩子，在聖尼古拉斯節，朋友和家人間也會互相交換禮物。

### 喪葬禮儀
弗里斯兰人對於死亡抱持著既來之則安之的態度。傳統上，死者身裹白色長袍，不過現在已無如此講究，多直接穿著日常服裝。前往公墓的途中會將屍體放入由馬拉的柩車上，死者家屬和鄰居需步行在後。雖然弗里斯兰人的來世信仰基本上與基督教教義一致，但其殯葬儀式中的一些要素反映了前基督教的影響，例如：殯葬遊行往往選擇走較蜿蜒的道路，為了讓死者的靈魂迷失，不再讓祂回到家園以免附身至活人造成傷害，也因此棺木進行土葬之前必須在公墓附近繞行三次才能入土。

## 文學與藝術

### 文學
弗里斯兰文学的濫觴從17世紀的吉斯伯特·賈皮克斯（Gisbert Japicx）談起，弗里斯蘭省在1581年被納入荷蘭後，曾經威脅到弗里斯兰人對當地方言的使用。然而，吉斯伯特·賈皮克斯透過他的Friesche Rymlerye（1668，英文：Frisian Verse）等作品證明了弗里斯語的豐富和多功能性，使弗里斯語免於滅絕。
直到19世紀浪漫主義盛行，弗里斯兰文学逐漸蓬勃發展，進而轉型成為民族文學。在這個階段，哈爾貝茨（Halbertsma）兄弟：Eeltsje、Joast和Tsjalling領導了新弗里斯兰文学運動，主要書寫仍偏重於浪漫的散文和詩歌，當時發表的Rimen en Teltsjes（1871，英文：Rhymes and Tales ）刺激了19世紀下半葉民間文學的興起。與哈爾貝茨兄弟同時代的詩人哈桑·斯特拉斯（Harman Sytstra）便以舊德文詩歌形式描寫英雄史詩。
杜伊·卡爾瑪（Douwe Kalma）於1915年發起年輕的弗里斯兰文学運動，希望年輕作家們能夠打破過去存在於弗里斯兰文学中的地方主義，同時他也對詩歌、戲劇及翻譯做出了重要貢獻。此時期主要代表為作家Simke Kloosterman以及Reinder Brolsma。20世紀上半葉其他重要的弗里斯兰文学人物為散文家E.B. Folkertsma和詩人Fedde Schurer、Obe Postma和Douwe Tamminga。
弗里斯兰文学自二戰以後，藉由文學評論家安妮·瓦德曼（Anne Wadman）的領導，已不再只是民族運動下的產物，現在的弗里斯詩歌與小說多在描寫歐洲社會或科技主題。

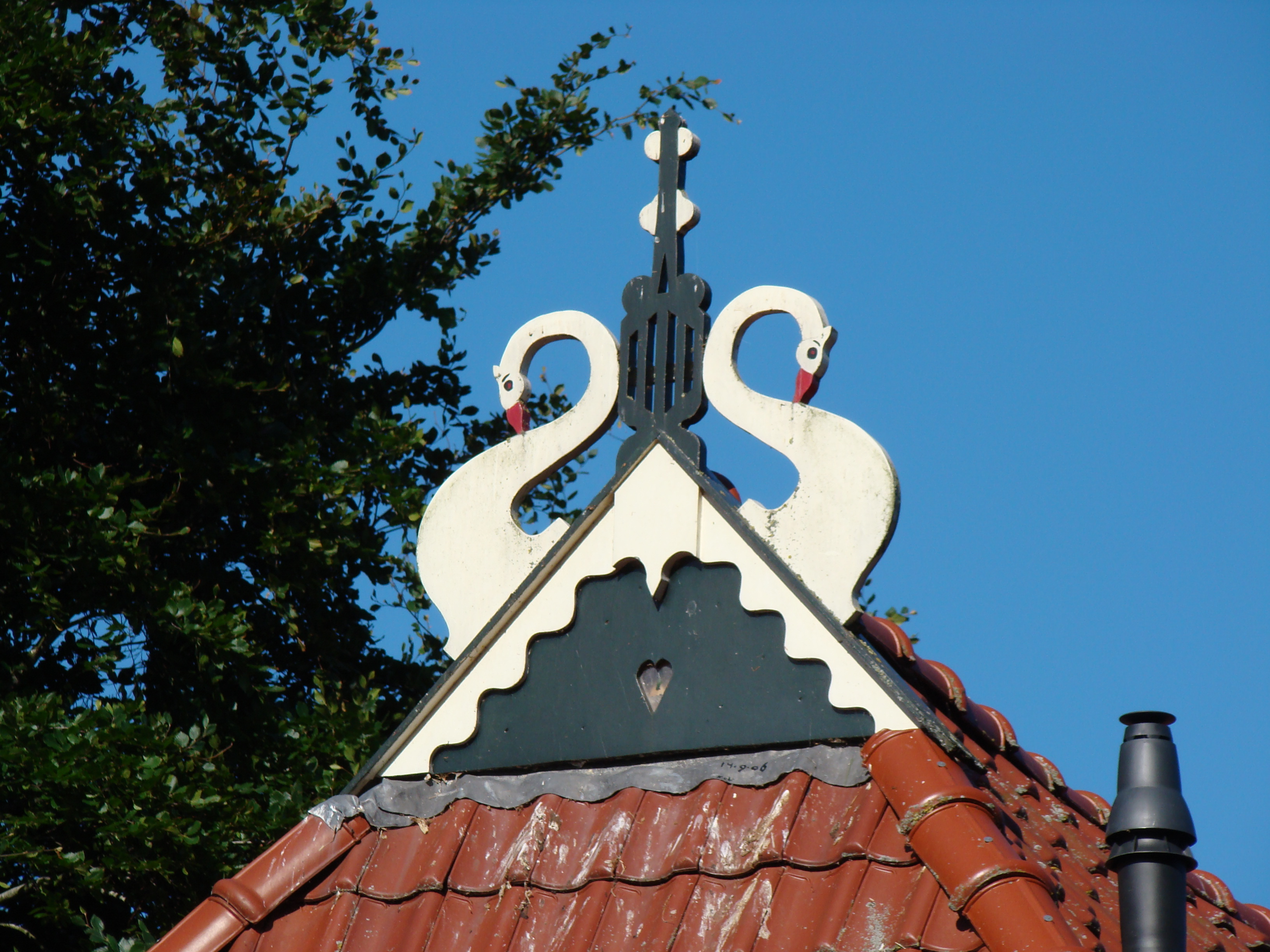
弗里斯蘭農舍穀倉上方的貓頭鷹板。

### 民間傳說
七願（The Seven Wishes）是弗里斯的民間故事：一位名叫Jun的老漁夫和他的妻子Tryin，捕到一隻神奇的銀魚，銀魚答應給這對夫妻七個願望，但許願的條件是要經過審慎的考慮。 謙卑的漁夫唯一的願望就是得到一艘新船，因為他的舊船已快不能出航；但他貪婪的妻子要求新房子、家具、僕人等奢侈品，甚至許願獲得絕對的權力，銀魚因此收回了這對夫妻所有的願望及他們早已擁有的一切，因為銀魚的懲罰，這對夫婦才意識到，他們生活中最重要的原來只是相互扶持的彼此，迎來了知足惜福的故事結尾。

### 藝術
弗里斯兰工匠以刺繡、瓦片和陶器工藝而聞名。弗里斯蘭有一獨特的民間藝術：貓頭鷹板（ûlebuorden）的創作，弗里斯工匠會在穀倉的山牆進行刻上精美的天鵝圖騰，山牆上有一些洞，貓頭鷹可以藉此進出穀倉，這也顯示了弗里斯兰人對於貓頭鷹的敬重。ûlebuorden現在被認為是裝飾工藝品。

## 現況

弗里斯蘭國民黨旗幟。

中世紀之後，弗里斯兰人的領土不斷失去，出現了三方分裂，遂而分為北弗里斯兰人，東弗里斯兰人和西弗里斯兰人。 一般而言，西弗里斯兰人不會將自己視為弗里西亞群島的一部分，根據1970年的民意調查，他們較認同荷蘭人，而不是東弗里斯兰人或北弗里斯兰人。 因此，「弗里斯兰人」一詞在雖適用於此三種弗里斯語言的發言者，但其所包含的是一種種族或文化的概念，而不是政治的劃分。

1962年，弗里斯蘭省成立了國民黨(Fryske Nasjonale Partij；英文： Frisian National Party，FNP)，弗里斯國民黨為一左翼政黨，其重要主張除了追求弗里斯蘭省的獨立外，也致力推動弗里斯語的使用及教學，弗里斯語現在已是Google翻譯的適用語言，文化和運動的國際能見度更是其關注的一環。在2015年的選舉中，弗里斯國民黨在國會43席中獲得4席。